# Big Bend (Californie)
Pour les articles homonymes, voir Big Bend.
Big Bend est une census-designated place du comté de Shasta, dans l'État de Californie, aux États-Unis,. En 2020, elle compte une population de 79 habitants.